# L'Estère (rivier)
L'Estère is een rivier in het noorden van Haïti. Ze stroomt door de gelijknamige plaats L'Estère.
Vlak voor de kust splitst de rivier zich in drie stromen. Daarvan vloeit er een in de Artibonite. De andere komen uit in de Golf van Gonâve: een in de Baai van Grand-Pierre, in de buurt van het dorp Grande-Saline, en een in de Baai van Tortuga, dicht bij de stad Gonaïves.